# Lee Falk
Leon Harrison Gross, más conocido como Lee Falk (San Luis, 28 de abril de 1911-Nueva York, 13 de marzo de 1999), fue un escritor estadounidense, reconocido por ser el creador de los populares héroes de historieta The Phantom y Mandrake el mago, quien en la cima de su popularidad era leído por cien millones de personas por día. Falk también fue dramaturgo y director y productor de teatro, dirigiendo a actores como Marlon Brando, Charlton Heston, Paul Newman, Chico Marx, y Ethel Waters. Falk también contribuyó en una serie de novelas sobre The Phantom.

## Vida personal y carrera
Falk nació en St. Louis, en donde pasó su infancia y adolescencia. Su madre era Eleanor Alina (un nombre que usaría, posteriormente, en personajes secundarios en las historietas de Mandrake y The Phantom), y su padre era Benjamin Gross. Gross murió cuando Falk era niño, y Eleanor se volvió a casar con Albert Falk Epstein, quien se convirtió en la figura paterna de Falk. 
Falk cambió su apellido luego de dejar la universidad. Tomó el segundo nombre de su padrastro, pero "Lee" había sido su sobrenombre desde que era niño. Su hermano, Leslie, también se cambió el apellido por "Falk".
Cuando comenzó su carrera como historietista, su biografía oficial aseguraba que era un experimentado viajero por el mundo y que había estudiado con técnicas orientales. En realidad, simplemente había investigado sobre países exóticos para así poder hacer que sus personajes recorriesen el mundo; el viaje a Nueva York para publicar Mandrake el Mago mediante la King Features Syndicate era lo más lejos que había ido desde su hogar. Más tarde en su vida, sin embargo, se convirtió en un verdadero viajero por el mundo, al menos parcialmente, según sus propias palabras, ya que quería asegurarse de que había ubicado a Mandrake y a The Phantom en los contextos adecuados. 
Durante la Segunda Guerra Mundial, Falk también trabajó como publicitario para la nueva estación de radio KMOX en Illinois, en donde se convirtió en el líder de la división en idioma extranjero de la radio en la Oficina de Información de Guerra.
Lee Falk se casó tres veces, con Louise Kanaseriff, Constance Moorehead Lilienthal, y Elizabeth Moxley (con Elizabeth, una respetada directora teatral, se casó poco antes de decidir casar a Mandrake con su novia de toda la vida, la princesa Narda). Elizabeth ayudaría a Lee en ocasiones con sus obras de teatro en los últimos años de su vida. También terminó las últimas historietas de The Phantom luego de su muerte. Falk fue padre de tres niños, Valerie (hija de Louise Kanaseriff), y Diane y Conley (hijos de Constance Moorehead Lilienthal). 
Falk murió de un ataque cardíaco en 1999. Vivió sus últimos años en Nueva York, en un departamento con una vista panorámica del centro neoyorquino y de Central Park; además, pasaba sus veranos en una casa en Cape Cod. Literalmente escribió sus historietas desde 1934 hasta los últimos días de su vida, cuando en el hospital se quitó la máscara de oxígeno para dictar las historias. Sin embargo, sus dos personajes, Mandrake y, en particular, The Phantom, con todavía activos y populares, tanto en libros de historietas y tiras diarias en periódicos.

## Creación de Mandrake y The Phantom

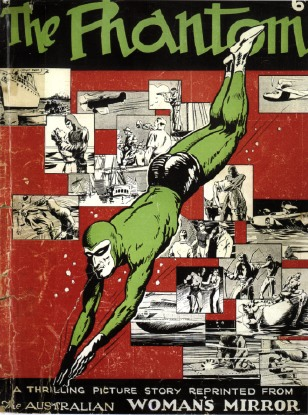
The Phantom.

Falk tenía una fascinación por los magos desde que era niño. Además, según sus propias palabras, en las primeras tiras de Mandrake basó el físico del personaje en el suyo. Cuando le preguntaron si su aspecto similar era una coincidencia, Falk respondió: "Por supuesto que no. Cuando lo creé, estaba solo en una habitación con un espejo, por lo que lo dibujé igual a lo que veía". 
The Phantom fue inspirado en la fascinación de Falk por los mitos y leyendas, tales como El Cid, el Rey Arturo, el folklore nórdico y griego, y los personajes de ficción populares como Tarzán y Mowgli de El libro de la selva. Falk originalmente iba a llamar a su personaje El Fantasma Gris, pero finalmente prefirió llamarlo The Phantom (El Fantasma). Falk reveló en una entrevista que Robin Hood, quien a menudo usaba ropa ajustada en las historias sobre él, había inspirado la ropa similar de The Phantom, quien influenció a toda la industria de superhéroes. En una biografía de The Phantom emitida por A&E, también explicó que la idea de que las pupilas del Fantasma no fuesen visibles al usar su máscara había sido inspirada en los antiguos bustos griegos, los cuales no tienen pupilas. Es sabido que la apariencia de The Phantom inspiró la de lo que hoy es conocido como "superhéroe".
Falk pensaba que sus historietas durarían como máximo unas semanas, sin embargo, las escribió por más de seis décadas, hasta los últimos días de su vida.

## Teatro
La pasión más grande de Falk era el teatro. Durante su vida, manejó cinco teatros, y produjo alrededor de 300 obras, dirigiendo cien de ellas. Escribió doce obras, dos de ellas musicales; "Dólar Feliz" y "Mandrake el mago", basado en su creación. Después de la muerte de Falk, su viuda Elizabeth dirigió un musical llamado "Mandrake el Mago y el Encanto", el cual había sido escrito por Falk, pero era esencialmente lo mismo que el musical previo "Mandrake el Mago". Algunas de sus obras fueron protagonizadas por actores reconocidos como Marlon Brando, Charlton Heston, Celeste Holm, Constance Moore, Basil Rathbone, Chico Marx, Ethel Waters, Paul Newman, Ezio Pinza, James Mason, Jack Warner, Shelley Winters, Farley Granger, Eve Arden, Alexis Smith, Victor Jory, Cedric Hardwicke, Eva Marie Saint, Eva Gabor, Sarah Churchill, James Donn, Eddie Bracken, Ann Corio, Robert Wilcox, y Paul Robeson.
Los actores recibían un sueldo según su papel, pero muchos de ellos trabajaban por una pequeña parte de lo que ganarían grabando películas. Falk estaba orgulloso de decir que Marlon Brando había rechazado una oferta de 10000 dólares por semana para actuar en Broadway, para poder trabajar para Falk en Boston en 1953 en la obra "Arms and the Man". Su contrato en Boston era inferior a $500 a la semana.

## Premios y reconocimientos
Falk ganó muchos premios por su dedicación en el campo de la escritura de historietas y de obras teatrales. Sus principales premios fueron: 
- The Yellow Kid (1971)
- The Roman Lifetime Achievement
- El premio Adamson Award, por mejor creador de cómics extranjero (Suecia, 1977)
- The Golden Adamson (Suecia, 1986)
- Silver T-Square (Premio Reuben, 1986)
- Premio Haxtur al "Autor que Amamos" año 1989  Salón Internacional del Cómic del Principado de Asturias- España
- En mayo de 1994, su lugar de nacimiento, St. Louis, lo homenajeó con el Día de Lee Falk.

El día del estreno de la película de The Phantom, protagonizada por Billy Zane, Falk recibió una carta del presidente Bill Clinton felicitándolo por sus logros.
Lee Falk también ha sido candidato varias veces para estar en el Paseo de la Fama de St. Louis, pero todavía no ha obtenido los votos suficientes del comité.

## Citas
"Le doy el 100 % de mi tiempo al teatro, y lo que resta lo uso para las historietas..."
(Cuando se le pregunta la edad): "Nunca cumplo más que treinta y nueve."
"Mi única política es apoyar a la democracia y odiar a las dictaduras."
"Cada artista, más allá de sus propios intereses y su imaginación, crea su propio mundo en sus historietas: esto pasó con Peanuts, Beetle Bailey, Popeye, todas buenas tiras cómicas. Y lo consigues sin tener que imitar a otro; llegas al éxito con tus propias ideas. Para mí, The Phantom y Mandrake son muy reales - mucho más que la gente que camina por la calle y a la que no veo muy seguido. Tienes que creer en tus propios personajes." 
"The Phantom es un maravilloso modelo social porque triunfa contra el mal. El mal no puede vencer a The Phantom... Odia las dictaduras y está a favor de la democracia. También se opone a cualquier violación de los derechos humanos."